# RENDEZ-VOUS
RENDEZ-VOUS（ランデヴー）は、2005年4月から2014年3月31日までJ-WAVEで放送されていたラジオ番組。

## 概要
音楽および情報番組。午前中のBOOM TOWN→I A.M.が日常生活に関わる情報を中心に据えているのに対し、映画や音楽、アートなどのエンターテインメントやスイーツなどの食文化といった、「楽しみ」に関わる情報を中心に放送している。
上質な音楽と話題を取り上げ、落ち着きのある番組構成は他局の午後ワイド番組とは一線を画す。また、2010年の9月までは、この直前のランチタイムに放送している「M+ (MUSIC PLUS)」（その後CURIOUS（2010年10月～2011年9月）、PARK IN THE SKY(2011年10月～2012年9月)を経て現在はBEAT PLANET。2012年10月～）とこの直後に放送されている「GROOVE LINE」（現：GROOVE LINE Z。2010年4月～）のように賑やかな番組に挿まれている形となっている。

## 放送時間
- 毎週月曜-木曜 14:00-16:30

本番組は前後の番組と比べて、J-WAVEをサイマルネットしているコミュニティFM局でネットしているところが多い。

## ナビゲーター
- Rachel Chan （2007年4月-番組終了）

後番組GRATITUDEでも引き続きナビゲーターを担当。

### 過去のナビゲーター
- VieVie （2005年4月-2007年3月）

VieVieは同局で以前より『VOICE...』、『SUNTORY THEATER ZERO-HOUR』などに出演し、落ち着いた声のナレーションが好評であった。産休のため降板。

## 主なコーナー
番組終了時点
- 14:15-14:25 MAP THE WORLD
- 15:10-15:15 DAIWA HOUSE SECRET NOTES

ミニ番組。ピアニストの西村由紀江が、音楽家たちの様々なエピソードを紹介する。
- 16:13-16:20 LEGACY TO THE FUTURE

### 過去のコーナー
- EDGY ARTY

アートやファッションといったシーンに着目するコーナー。
- UBS THE BRIGHT FUTURE

世界的な芸術家、音楽家などの「若き日々」のエピソードを紹介。
- NESCAFE GOLDBLEND INNER SKETCHES

TOKIO LIFE・PRIME ANGLEから午後のワイド番組内で続いていた情報番組。
- AMERICAN EXPRESS BROWIN IN THE WIND, A RELAX MOMENT, A PORTRAIT OF JOURNEY
- INTO THE LIFE

日々の生活にアクセントを加えるものを紹介。
- TOMORROWLAND SEEDS OF LOVE

街角で見つけたLOVEを紹介。
- POINT OF VIEW

世界各地のトピックスと音楽をお届け。
- COLOUR YOUR DAYS

日替わりでカラフルなトピックス。
月曜日＝「食（with 平岩理緒）」
火曜日＝「映画（with 千葉大樹）」
水曜日＝「ブック・マガジン（with 幅允孝）」
木曜日＝「ゲストトーク」
- MARUMIYA WHAT'S ON THE DISH

ミニ番組。料理や食材など、「食」に関する話題。
- WORLDWIDE 15

ジャイルス・ピーターソンによる15分間のDJ-MIXショーケース。
- WONDERFUL ESSENCE

ゲストトーク。
- PAGE BY PAGE

各テーマに沿った本を紹介。ナビゲーターを幅允孝と江口宏志が交互に担当する。
- FIND TOMORROW

街角で見つけた未来を感じるものを紹介。開始当初はTOMORROWLAND が提供していた。
- MUSIC IN TOWN
- Deutsche Asset Management EURO EXPRESS

## 番組関連CD
2006年11月29日に放送300回記念として下記のCDが発売されている。
- J-WAVE RENDEZ-VOUS musique aromatique Jasmin （2006年、COCB-53577）